# ケリントス
ケリントス（ギリシア語 Kerinthos, ラテン語 Cerinthus, 1世紀～2世紀）は、小アジア出身のユダヤ人キリスト教徒。
キリスト教と混合主義的ユダヤ教とを同一視するグノーシス派であり、ケリントスは「ケリントス派」を創始した。
ナザレのイエスは「公正賢明な人間」なのであって、また単なる人間に過ぎないと主張した。また、その死は「無意味」であり、「救世主」などではないと主張した。また、イエスは養子であったとも言った。ケリントス派 Cerinthian というと、キリスト養子論を指すことが多い。
エイレナイオスによると、ヨハネはケリントスへの反駁のためにヨハネによる福音書を書いたという。
また、創世は唯一神によってでなく、「デミウルゴス Demiurge」、または「天使」らによって形成されたとも言った。